# Marxismo-leninismo-maoísmo

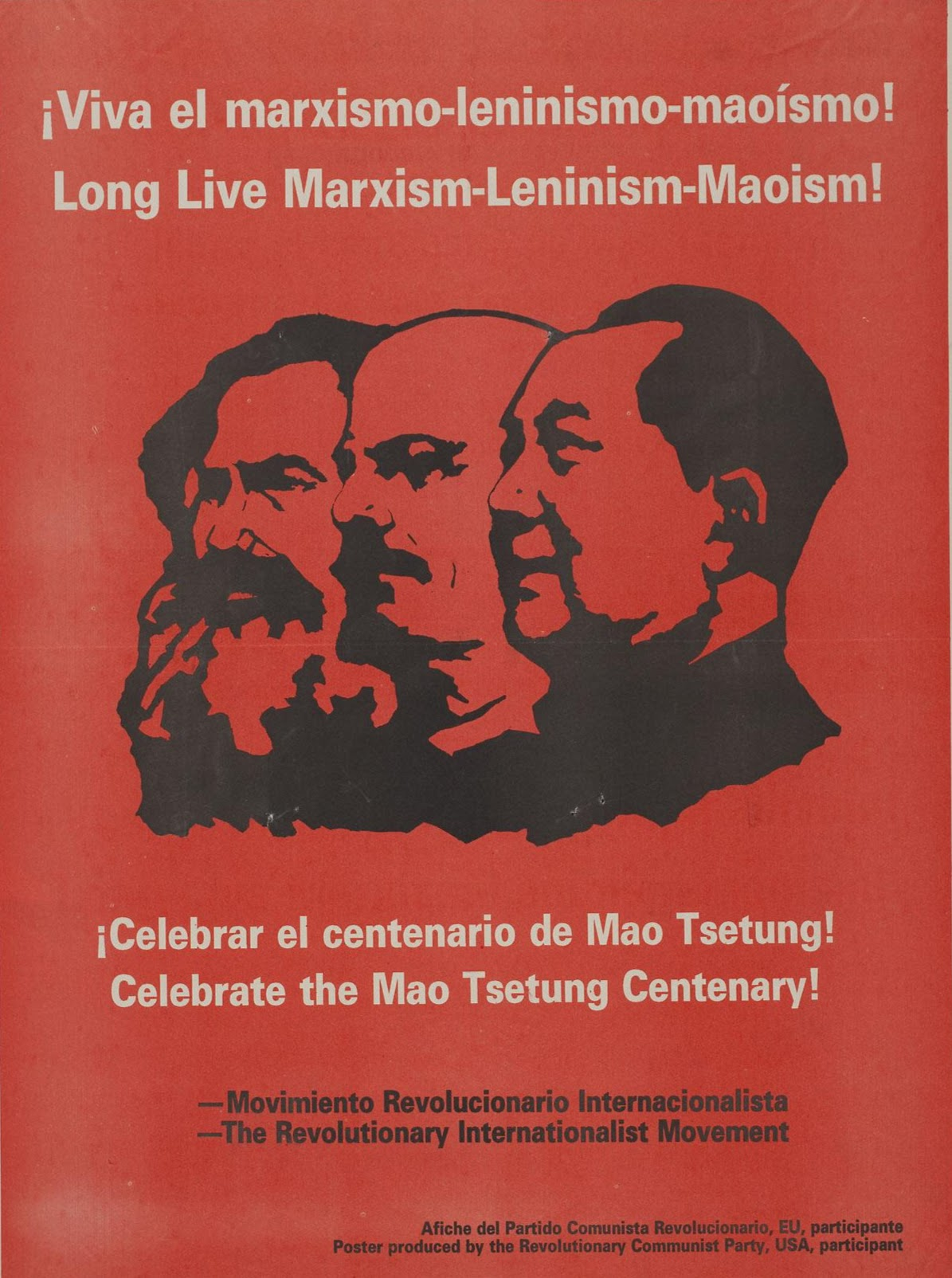
Cartel propagandístico en español e inglés del Partido Comunista Revolucionario de los Estados Unidos para celebrar al Movimiento Revolucionario Internacionalista, defensor del marxismo-leninismo-maoísmo.

El marxismo-leninismo-maoísmo es una filosofía política construida con base en una interpretación antirrevisionista del marxismo-leninismo y el maoísmo. Fue formalizado por el Partido Comunista del Perú - Sendero Luminoso (PCP - SL), liderado por Abimael Guzmán, en 1982. Sus proponentes se refieren al marxismo-leninismo-maoísmo como maoísmo y al maoísmo como pensamiento Mao Zedong, también llamado marxismo-leninismo-pensamiento Mao Zedong. 
La síntesis del marxismo-leninismo-maoísmo no ocurrió durante la vida de Mao Zedong. Desde la década de 1960, los grupos que se autodenominaban maoístas o que defendían el maoísmo no estaban unificados alrededor de un entendimiento común del maoísmo, y en su lugar tenían sus interpretaciones particulares de las obras políticas, filosóficas y militares de Mao. Sus adherentes aseguran que es una etapa unificada, coherente y más alta del marxismo y que no fue sintetizada hasta la década de 1980 en Perú a través de la experiencia de la denominada «guerra popular» llevada a cabo por el Partido Comunista del Perú - Sendero Luminoso. Esto llevó a los líderes senderistas a postular al marxismo-leninismo-maoísmo como el último desarrollo del marxismo.
Según la interpretación del periodista Gustavo Gorritti la canonización del Pensamiento Mao Zedong en marxismo-leninismo-maoismo surgió como el resultado de la contradicción entre el naciente Pensamiento Guía Peruano (luego llamado Pensamiento Gonzalo) y el histórico Pensamiento Mao Zedong que había hasta entonces guiado la práctica revolucionaria del PCP-SL. Para Gorritti, la nueva denominación de marxismo-leninismo-maoismo que por primera vez aparecía en el documento Desarrollemos la guerra de guerrillas seguía la necesidad de elevar el Pensamiento Mao Zedong al mismo nivel que Marx y Lenin para poder instaurar el Pensamiento Guía Peruano en su lugar.
El marxismo-leninismo-maoísmo ha crecido y se ha desarrollado significativamente, sirviendo como fuerza motivante de movimientos revolucionarios en países como Brasil, Colombia, Ecuador, India, Nepal y Filipinas. También ha llevado a que sean tomados esfuerzos para constituir o reconstituir partidos comunistas en países como Austria, Francia, Alemania, Suecia y Estados Unidos.

## Componentes

### Nueva Democracia
La teoría de la Nueva Democracia sostiene que la burguesía nacional en países semifeudales y semicoloniales tiene un carácter dual porque, a pesar de que es una fuerza capitalista explotadora, también puede pero no siempre aliarse con los proletarios contra el colonialismo, el imperialismo y la burguesía compradora (cuya existencia se debe al imperialismo).
El rol de la burguesía nacional como recurso progresivo en la lucha proletaria para derrocar al imperialismo nunca está garantizada y eventualmente se volverá en contra de los proletarios cuando la situación antiimperialista progrese. El Balli Kombëtar en Albania en 1943 y el Kuomintang en China en los años 20 son ejemplos de esto. Estas fuerzas nacionales burguesas temporalmente se aliaron con los proletarios de sus países (el Partido del Trabajo de Albania y el Partido Comunista de China, respectivamente) para el derrocamiento del imperialismo pero eventualmente se volvieron contra el proletariado una vez que sintieron que su existencia a largo plazo en la nueva sociedad sería amenazada.
Al igual que la Nueva Política Económica en Rusia, la Nueva Democracia está concebida como una etapa necesaria (pero temporal) para el desarrollo a largo plazo del socialismo, o en este caso para la construcción y consolidación del socialismo en primer lugar. Sostiene que la burguesía nacional en la etapa de Nueva Democracia debe siempre estar firmemente bajo el comando del proletariado y que deben estar firmemente dispensados tan pronto como la situación nacional permita (en otras palabras, cuando la contradicción entre el feudalismo y las masas ya no sea la contradicción primaria en la nación, o cuando la revolución democrática burguesa esté en una etapa suficientemente avanzada) una Dictadura del proletariado total.

### Línea de masas
Sobre la base de la teoría del partido de vanguardia de Vladímir Lenin, la teoría de la línea de masas esboza una estrategia para el liderazgo revolucionario de las masas, la consolidación de la Dictadura del proletariado y el fortalecimiento del partido y para la construcción del Socialismo. La línea de masas se puede resumir con la frase "de las masas a las masas". Tiene tres componentes o etapas:
1. Recopilación de las diversas ideas de las masas.
2. Procesar o concentrar estas ideas desde la perspectiva del marxismo revolucionario, a la luz de los intereses últimos a largo plazo de las masas (que las mismas masas pueden percibir a veces sólo vagamente) y a la luz de un análisis científico de la situación objetiva.
3. Devolver estas ideas concentradas a las masas en la forma de una línea política que realmente hará avanzar la lucha de masas hacia la revolución.

Estos tres pasos deben aplicarse una y otra vez, elevando reiteradamente la práctica y el conocimiento a etapas cada vez más altas.

### Ley de contradicción
Los marxistas-leninistas-maoístas defienden las obras filosóficas de Mao Zedong, particularmente su obra sobre la dialéctica en Sobre la Contradicción y sobre la gnoseología en Sobre la Práctica.

### Guerra Popular Prolongada
La guerra popular es una estrategia para la revolución que tiene los siguientes principios: 
- Cualquier intento de comenzar a luchar con la burguesía en sus propios términos, utilizando las mismas tácticas y estrategias que ellos, sería aplastado (los marxistas-leninistas-maoístas citan que, aparte de la Revolución de Octubre, cada intento revolucionario que utilizó inmediatamente la guerra convencional fue aplastado por la burguesía).
- No se puede predecir cuándo existirán las condiciones objetivas para la revolución. Por lo tanto, las condiciones subjetivas, es decir, conciencia de clase, debe construirse con mucha antelación.
- La toma del poder estatal generalmente no ocurre de una sola vez. Una situación de poder dual a lo largo de una guerra popular prolongada surge cuando la vanguardia proletaria controla sectores del país al mismo tiempo que la burguesía.
- No es posible que el partido tenga la esperanza de liderar al proletariado en la toma del poder si él mismo no tiene experiencia militar. Por lo tanto, la experiencia militar, es decir, la experiencia adquirida a través de la lucha real, aunque sea en una escala limitada, debe adquirirse mucho antes de la toma del poder. Además de ser un avance necesario hacia la dictadura del proletariado, el poder dual es invaluable para brindar esta experiencia militar (junto con el conocimiento civil, combustible para los esfuerzos de propaganda, ayuda material para el partido y la expansión y mejora de la línea de masas).

En un documento conjunto publicado en 1998, varios partidos comunistas marxistas-leninistas-maoístas afirmaron la diferencia entre la línea estratégica específica de la guerra popular prolongada y la guerra más general y universalmente aplicable. La guerra popular prolongada se identifica como una aplicación específica del concepto de guerra popular a países con una población o mayoría de campesinos y que implica cercar las ciudades desde las áreas de base del control comunista en el campo.
La cuestión de aplicar la guerra popular a las naciones del primer mundo totalmente industrializadas es objeto de mucho debate. Muchas organizaciones marxistas-leninistas-maoístas como el MRI y el Partido Comunista Revolucionario de Canadá han propuesto que gran parte de una hipotética guerra popular en el Primer Mundo tendría lugar en áreas urbanas.

### Revolución Cultural

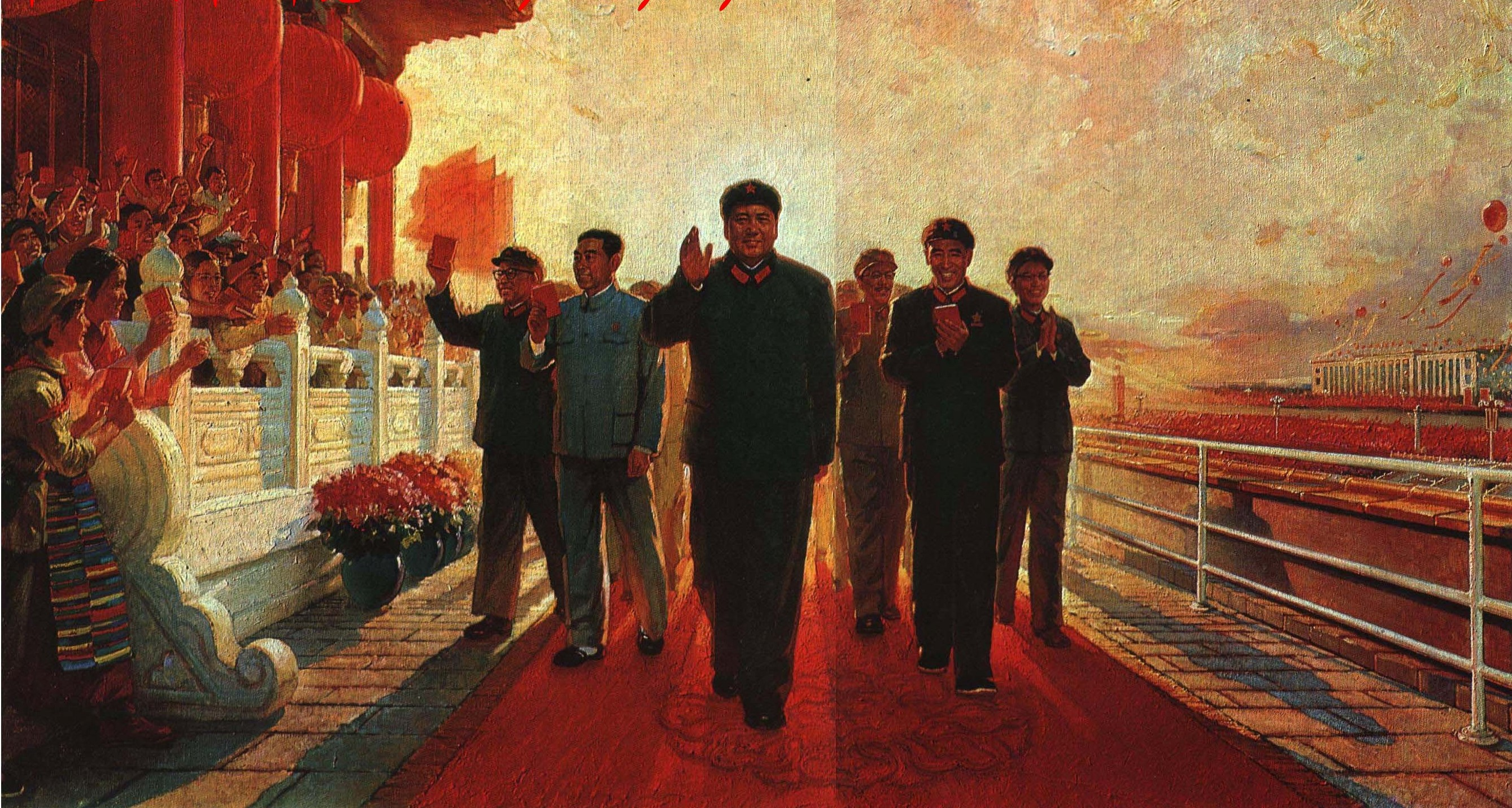
Óleo de propaganda a Mao durante la Revolución Cultural china

Los marxistas-leninistas-maoístas se basan en gran medida en las experiencias y lecciones de la Gran Revolución Cultural Proletaria que buscó erradicar a la burguesía que surgió dentro del propio partido de vanguardia y transformar todos los aspectos de la superestructura social. El eslogan "la lucha de clases continúa y se intensifica bajo el socialismo" se usa con frecuencia.
Los marxistas-leninistas-maoístas sostienen la primacía de las relaciones de producción sobre las fuerzas productivas, critican la línea de Iósif Stalin de que la influencia burguesa en una etapa avanzada del socialismo se debe principalmente a fuerzas externas (con la exclusión casi completa de las fuerzas internas) y reafirman fuertemente la dialéctica base-superestructura (que la transformación consciente de la base por sí sola no es suficiente, sino que la superestructura también debe ser conscientemente transformada).

## Diferencias con el Pensamiento Mao Zedong
Las tres diferencias más notables entre el marxismo-leninismo-maoísmo y el pensamiento de Mao Zedong son las siguientes:
1. El marxismo-leninismo-maoísmo se considera una etapa superior del marxismo-leninismo, al igual que el marxismo-leninismo se considera una etapa superior del marxismo. Sin embargo, se considera que el pensamiento de Mao Zedong es simplemente el marxismo-leninismo aplicado a las particularidades de la revolución china.
2. Se considera que el marxismo-leninismo-maoísmo es de aplicación universal, mientras que los aspectos del pensamiento de Mao Zedong generalmente no lo son.
3. El marxismo-leninismo-maoísmo desecha completamente la Teoría de los tres mundos del pensamiento Mao Zedong, sin embargo, el marxismo-leninismo-maoísmo-pensamiento Gonzalo  solo rechaza la aplicación de Deng,[8] considerándola parte del giro a la derecha en el Partido Comunista de China cerca del final de la vida del presidente Mao y una desviación de las teorías marxistas-leninistas del imperialismo.[9]

El escritor canadiense J. Moufawad-Paul analiza la importancia del marxismo-leninismo-maoísmo en su obra de 2016 Continuity and Rupture. Moufawad-Paul toma la perspectiva marxista-leninista-maoísta comúnmente aceptada sobre el desarrollo histórico de la filosofía, afirmando que el marxismo-leninismo-maoísmo tal como se ha desarrollado contemporáneamente no surgió hasta la década de 1980 con su síntesis por el Partido Comunista del Perú - Sendero Luminoso.

## Influencia global
Quizás la organización internacional más notable fue el Movimiento Revolucionario Internacionalista (MRI). El MRI se fundó en 1984 e incluía organizaciones como el Partido Comunista de Perú (Sendero Luminoso) y el entonces Partido Comunista de Nepal (Maoísta), conocido finalmente como Partido Comunista Unificado de Nepal (Maoísta). Hoy, el MRI parece haber desaparecido o casi desaparecido. La revista asociada con el MRI, A World to Win, no ha publicado un número desde 2006, aunque el servicio de noticias A World to Win todavía publica regularmente en Internet. Además, muchas de las organizaciones de RIM de una sola vez se han vuelto cada vez más críticas entre sí y esto ha resultado en muchas divisiones públicas.

### India
El Partido Comunista de la India (Maoísta) es un partido político marxista-leninista-maoísta que tiene como objetivo derrocar al gobierno de la India. Fue fundada el 21 de septiembre de 2004 mediante la fusión del Partido Comunista de la India (Marxista-Leninista) Guerra Popular y el Centro Comunista Maoísta de la India. La fusión se anunció al público el 14 de octubre del mismo año. En la fusión se constituyó un comité central provisional con el antiguo líder de la guerra popular Muppala Lakshmana Rao (alias Ganapathi) como secretario general. Actualmente está proscrita como organización terrorista por el gobierno indio.

#### Manipur
El Partido Comunista de Kangleipak ha afirmado que Manipur fue anexada por la Unión de la India bajo el disfraz del Acuerdo de Fusión de Manipur de 1949. Según este grupo marxista-leninista-maoísta, la fusión de Manipur con la Unión de la India fue una flagrante contradicción al derecho internacional, ya que el entonces rey de Manipur ya no tenía la autoridad para firmar el acuerdo tras el establecimiento de un gobierno elegido democráticamente. Según el presidente del grupo, Ibungo Ngangom, «el entonces rey firmó el instrumento de fusión sólo bajo coacción, o más precisamente, a punta de pistola, por lo que el llamado acuerdo de fusión de Manipur fue nulo desde el principio». El grupo está actualmente en guerra con el gobierno de la India y su objetivo principal expreso no es solo que Manipur se separe de la India, sino también lograr un estado comunista en Manipur a través del socialismo científico de Karl Marx.

### Latinoamérica
Existen muchos grupos marxistas-leninistas-maoístas importantes en América Latina, incluido el Partido Comunista de Brasil (Fracción Roja), el Partido Comunista de Chile (Fracción Roja), el Partido Comunista de Ecuador - Sol Rojo, la Organización Maoísta para la Reconstitución del Partido Comunista de Colombia y la Unión Obrera Comunista (mlm) del mismo país; y el Núcleo Revolucionario para la Reconstitución del Partido Comunista de México.

#### Perú

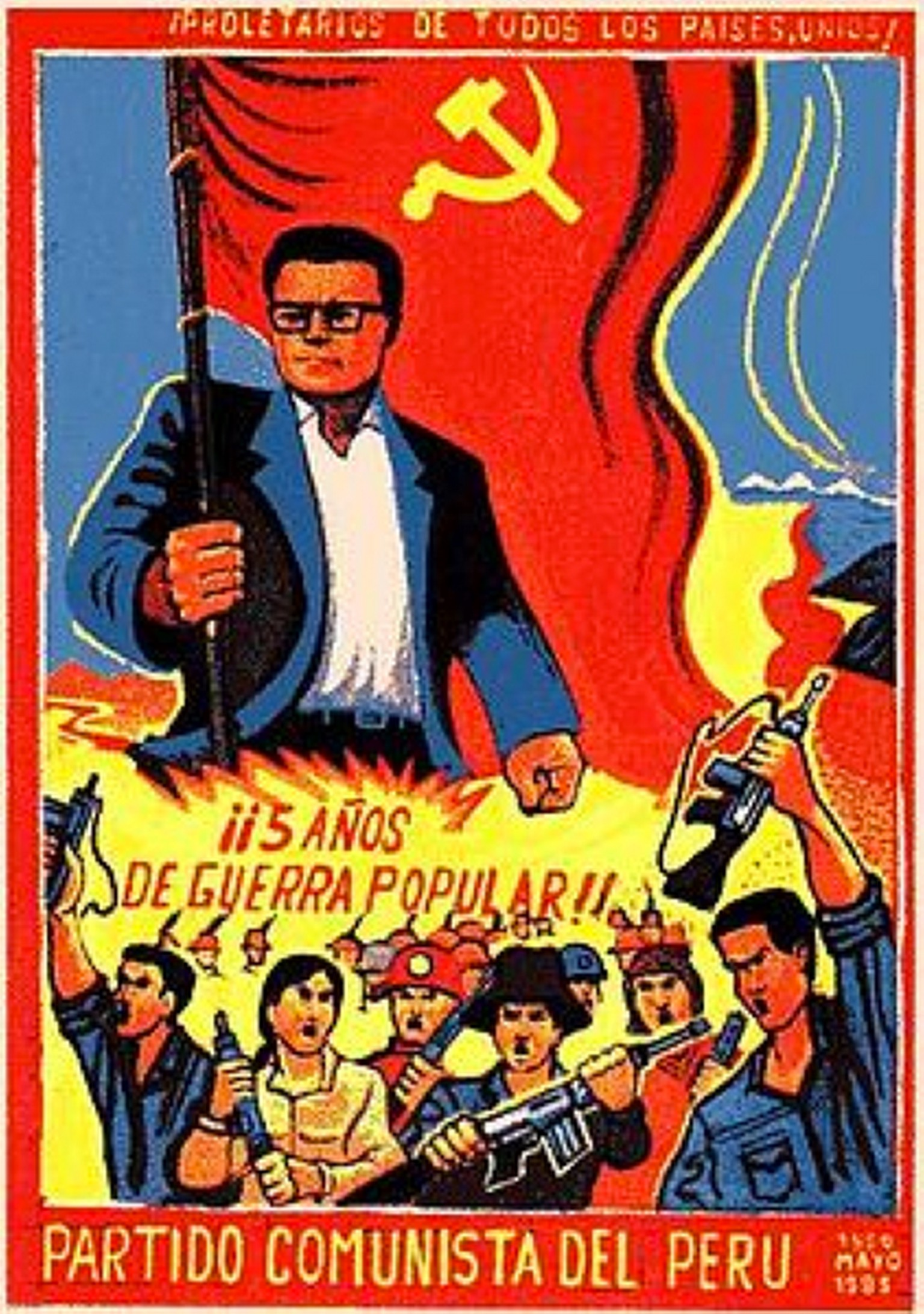
Cartel del PCP - SL donde se puede apreciar la imagen de Abimael Guzmán

Partido Comunista del Perú - Sendero Luminoso (PCP - SL) es una organización terrorista en Perú. Fue fundada en 1969 por Abimael Guzmán. Sendero Luminoso sufrió un revés tras la captura de Guzmán y gran parte de la dirección del partido en 1992, así como la toma del poder del Comité Regional Principal, la mayor parte del Ejército Popular de Liberación y la liquidación de las principales bases. No obstante, Sendero Luminoso continúa existiendo en la zona del VRAEM en Perú y continúa realizando ataques terroristas.

### Nepal
El Partido Comunista Unificado de Nepal (Maoísta), un partido comunista nacional con un trasfondo revolucionario, es seguidor del marxismo-leninismo-maoísmo. Sin embargo, el partido también ha desarrollado su propio pensamiento rector conocido como Marxismo-Leninismo-Maoísmo-Camino Prachanda, que se desarrolló teniendo en cuenta las limitaciones políticas, sociológicas y geográficas de Nepal.
El Partido Comunista de Nepal es otro partido marxista-leninista-maoísta en Nepal. Afirma que el PCUN (M) es una organización revisionista y continúa la guerra popular contra el gobierno del PCUN (M).

### Filipinas
En Filipinas, el Partido Comunista de Filipinas y su Nuevo Ejército Popular ha estado librando una guerra popular desde 1968. Su fuerza alcanzó su punto máximo durante el gobierno dictatorial de Ferdinand Marcos y fue el grueso principal de la oposición contra la dictadura. Sin embargo, sufrió contratiempos y estancamiento hasta que llevó a cabo el Segundo Gran Movimiento de Rectificación. Actualmente, mantiene cerca de 100 frentes guerrilleros activos en Filipinas y es considerado por los militares como la principal amenaza para la seguridad nacional.
El liderazgo ideológico del PCF ha sido criticado internacionalmente por ser de derecha, y la publicación maoísta estadounidense Tribune of the People escribió que «Observamos que el PCF está 'influenciado por el pensamiento de Mao Zedong', y consideramos que esta es la evaluación correcta de su línea ideológica, debido a su propio uso vacilante del marxismo-leninismo, marxismo-leninismo-pensamiento de Mao Zedong y marxismo-leninismo-maoísmo indistintamente. Sostenemos que estos términos no son intercambiables y nos oponemos a sus afirmaciones de que no hay diferencia entre ' Pensamiento' e '-ismo '».

### Estados Unidos
El Partido Pantera Negra era un partido político inspirado en el pensamiento de Mao Zedong en los Estados Unidos, que requería que todos los miembros oficiales leyeran el Libro Rojo de Mao.
El Partido Comunista Revolucionario de Estados Unidos (PCR) fue anteriormente un partido político marxista-leninista-maoísta en los Estados Unidos. El PCR participó en la conferencia de fundación del Movimiento Revolucionario Internacionalista el 12 de marzo de 1984. El PCR firmó la Declaración del Movimiento Revolucionario Internacionalista y apoyó la declaración del MRI "¡Viva el marxismo-leninismo-maoísmo!" el 26 de diciembre de 1993 que reconoció al "marxismo-leninismo-maoísmo como la nueva, tercera y superior etapa del marxismo". Sin embargo, hoy el PCR utiliza la "Nueva Síntesis del Comunismo" para describir su ideología, aunque todavía se llaman a sí mismos maoístas. Debido a esto, el PCR ha sido acusado de revisionista por varios grupos marxista-leninista-maoístas como el Partido Comunista de la India (maoísta) y el Partido Comunista Revolucionario de Canadá.
La Guardia Roja es un colectivo marxista-leninista-maoísta de organizadores comunitarios y trabajadores de masas fundado en 2015.

## Naxalismo
El naxalismo o movimiento naxalita es un movimiento comunista guerrillero revolucionario en la India, inspirado en la ideología marxista-leninista-maoísta. El término naxalismo deriva de Naxalbari, una aldea en el distrito de Darjeeling, Bengala Occidental, donde en 1967 comenzó una revuelta armada campesina liderada por el Partido Comunista de la India (Marxista-Leninista) (CPI-ML).
Los naxalitas buscan derrocar al Gobierno indio mediante una guerra popular prolongada, siguiendo el modelo establecido por Mao Zedong en China. Desde su surgimiento, el movimiento ha tenido una presencia significativa en varias zonas rurales y boscosas del este, centro y sur de los Estados y territorios de la India, áreas conocidas como el cinturón rojo.

### Etimología
El término naxalita o naxal proviene del levantamiento de Naxalbari de 1967. Desde entonces, ha sido utilizado para describir a varios grupos comunistas revolucionarios que apoyan la insurgencia armada contra el Estado indio.

### Historia
El movimiento comenzó como una insurrección de campesinos pobres bajo la dirección de líderes como Charu Majumdar y Kanu Sanyal, quienes abogaban por la redistribución de tierras a través de medios violentos. Posteriormente, se fragmentó en numerosos grupos, de los cuales el más importante actualmente es el Partido Comunista de la India (Maoísta), formado en 2004 mediante la fusión de facciones existentes.
A lo largo de las décadas, el movimiento ha fluctuado en fuerza e influencia. En su apogeo, alrededor de 2009, se reportó que operaba en casi un tercio de todos los distritos indios. Desde entonces, las campañas gubernamentales de contrainsurgencia, como la Operación Green Hunt, han reducido su alcance, pero el conflicto continúa.

### Acceso a la tierra y recursos
Las desigualdades históricas en la distribución de tierras, la falta de derechos de los pueblos indígenas (adivasis) sobre sus territorios ancestrales y la explotación de los recursos naturales por parte de empresas privadas han sido causas fundamentales del resentimiento que alimenta al movimiento.

### Desarrollo rural y protección
Los naxalitas también se presentan como defensores de los derechos de los pobres rurales y los tribales, argumentando que el Estado ha fallado en proporcionar desarrollo, infraestructura básica y justicia a estas poblaciones marginadas.

### Organización
Los principales grupos naxalitas operan como estructuras clandestinas con alas armadas organizadas. Se financian principalmente a través de impuestos revolucionarios cobrados a empresas y actividades económicas en las zonas bajo su influencia. También recurren a la extorsión, el secuestro y la confiscación de recursos.

### Financiación
Además de la extorsión, se ha informado que los naxalitas obtienen recursos mediante el control de economías locales, incluidos mercados ilegales de madera, minerales y otros bienes en áreas remotas.

### En la cultura popular
El naxalismo ha sido un tema recurrente en el cine indio, tanto en Bollywood como en producciones regionales. Películas como Hazaaron Khwaishein Aisi (2005) y Red Alert: The War Within (2010) exploran las motivaciones y conflictos internos de los combatientes naxalitas.

## Democracia Nacional

### Definición
La Democracia Nacional (en filipino: Pambansang Demokrasya) o NatDem, es un movimiento político marxista-leninista-maoísta filipino que busca establecer una nueva democracia en el país a través de un golpe de Estado. Con el Partido Comunista de Filipinas como partido de vanguardia y su Nuevo Ejército del Pueblo para la guerra popular prolongada, el movimiento busca abordar lo que considera las causas fundamentales de las injusticias sociales que afectan a las masas filipinas en lo que se analiza como una sociedad neocolonial y neofeudal, confrontando los tres problemas fundamentales: el nuevo imperialismo, el modo de producción asiático y la burocracia.

### Historia
Como resultado de los continuos abusos económicos, políticos y militares durante la Cuarta República filipina de Ferdinand Marcos, varias figuras como José María Sisón (escrito bajo el epónimo de Amado Guerrero) propusieron que la creación de un movimiento revolucionario de masas de carácter socialista científico era necesaria para superar los tres problemas básicos que sustentaban las condiciones opresivas de la sociedad filipina en la década de 1970. La visión de Sisón utiliza principios inspirados en Abimael Guzmán para el análisis social y para implementar la democracia popular:

En las condiciones concretas actuales de la sociedad filipina, que son semicoloniales y semifeudales, el Partido Comunista debe librar una revolución democrática nacional de un nuevo tipo: una revolución democrática popular. Si bien su liderazgo es proletario, la Revolución Filipina aún no es una revolución proletaria-socialista. No debemos confundir la etapa nacional-democrática con la etapa socialista de la Revolución Filipina. Solo después de completar la etapa nacional-democrática, la dirección revolucionaria proletaria puede llevar a cabo la revolución socialista como etapa de transición hacia el comunismo.
Sociedad Filipina y Revolución (pág. 78)

Tras el levantamiento de la ley marcial en 1981 y la elección de Corazón Aquino como presidenta en 1986 tras la Revolución del Poder Popular, la corrupción y el abuso de poder gubernamental siguieron siendo endémicos en el sistema político filipino. Según la NatDem, estos ejemplos fueron la masacre de Mendiola, los programas de contrainsurgencia, la malversación de fondos y la corrupción durante los mandatos de Joseph Estrada y Gloria Macapagal Arroyo, y la masacre de Hacienda Luisita en 2004. Según el análisis promovido desde la década de 1970 por Sison y otros, la persistencia de las violaciones de derechos humanos en Filipinas a manos de funcionarios gubernamentales y otras injusticias sociales, económicas y políticas resaltan la necesidad de liberar a la nación de las fuerzas imperialistas, lideradas principalmente, según identifican los defensores del NatDem, por Estados Unidos. Como antigua colonia estadounidense, la dinámica de Filipinas con Estados Unidos se remonta a la guerra filipino-estadounidense.

## Organizaciones marxista-leninista-maoístas
- Comité Base Mantaro Rojo
- Ejército Guerrillero Popular
- Fracción Roja del Partido Comunista de Chile
- Frente para la Unidad y Defensa del Pueblo Peruano
- Grupo Comunista Revolucionario
- Guardias Rojos
- Militarizado Partido Comunista del Perú
- Movimiento Popular Perú
- Movimiento por la Amnistía y los Derechos Fundamentales
- Movimiento Revolucionario Internacionalista
- Luminosas Trincheras de Combate
- Organismo generado
- Partido Comunista del Perú - Sendero Luminoso
- Partido Comunista de la India (Maoísta)
- Partido Comunista Revolucionario de los Estados Unidos
- Partido Comunista Revolucionario del Uruguay
- Partido Comunista Unificado de Nepal (Maoísta)
- Partido Comunista de Ecuador - Sol Rojo
- Partido Comunista de Brasil (Fracción Roja)
- Partido Comunista de Turquía/Marxista-Leninista
- Partido Comunista de las Filipinas
- Organización de Liberación de Afganistán